# Maniac (песня Stray Kids)
«Maniac» — заглавный сингл мини-альбома Oddinary южнокорейского бой-бэнда Stray Kids. Выпущен вместе с альбомом 18 марта 2022 года лейблами JYP Entertainment и Republic Records. Сингл написан участниками продюсерского юнита 3Racha, Пан Чханом, Чханбином и Ханом при соавторстве Версачхоя. «Maniac» является треком в жанрах трэп, EDM и поп и рассказывает о «странных» людях, нарушающих «обычные» социальные нормы, установленные миром, отсылая к чудовищу Франкенштейна.
В коммерческом плане «Maniac» занимал 29-ю позицию в южнокорейском чарте Circle Digital Chart и впервые появился в американском Billboard Bubbling Under Hot 100 под 19-й строчкой, а также в Австралии, Канаде, Португалии и Великобритании. Песня также дебютировала на первой позиции в Billboard World Digital Song Sales, став второй после «Mixtape: Oh». Песня одержала две победы в музыкальных программах «Show Champion» и «Music Bank», а также была номинирована на премию «MTV Video Music Awards» 2022 года как лучшее K-pop видео. «Maniac» получил золотой сертификат Американской ассоциации звукозаписывающих компаний (RIAA).

## Предыстория и выпуск
13 февраля 2022 года, после фан-встречи под названием «Шоколадная фабрика», Stray Kids неожиданно презентовали трейлер видео к предстоящему мини-альбому Oddinary, выпуск которого запланирован на 18 марта. Полный список композиций альбома был опубликован 3 марта, подтвердив «Maniac» в качестве заглавного сингла. Три тизера музыкального видеоклипа были загружены с 15 по 17 марта. Песня «Maniac» была выпущена вместе с мини-альбомом и сопровождающим её клипом. Согласно интервью Nylon, участник Хан сказал, что песня была написана осенью и зимой, и юнит 3Racha хотят создать атмосферу, отличную от предыдущего сингла «Thunderous». Японская версия «Maniac» была предварительно выпущена 18 мая лейблом Epic Records Japan и включена в японоязычный второй мини-альбом Circus, вышедший 22 июня.

## Текст и композиция
«Мы написали [„Maniac“], думая о том, что в рамках этой нормальности выставляйте себя напоказ сколько угодно — покажите себя миру лучше».— Хан о значении слова «Maniac», Teen Vogue

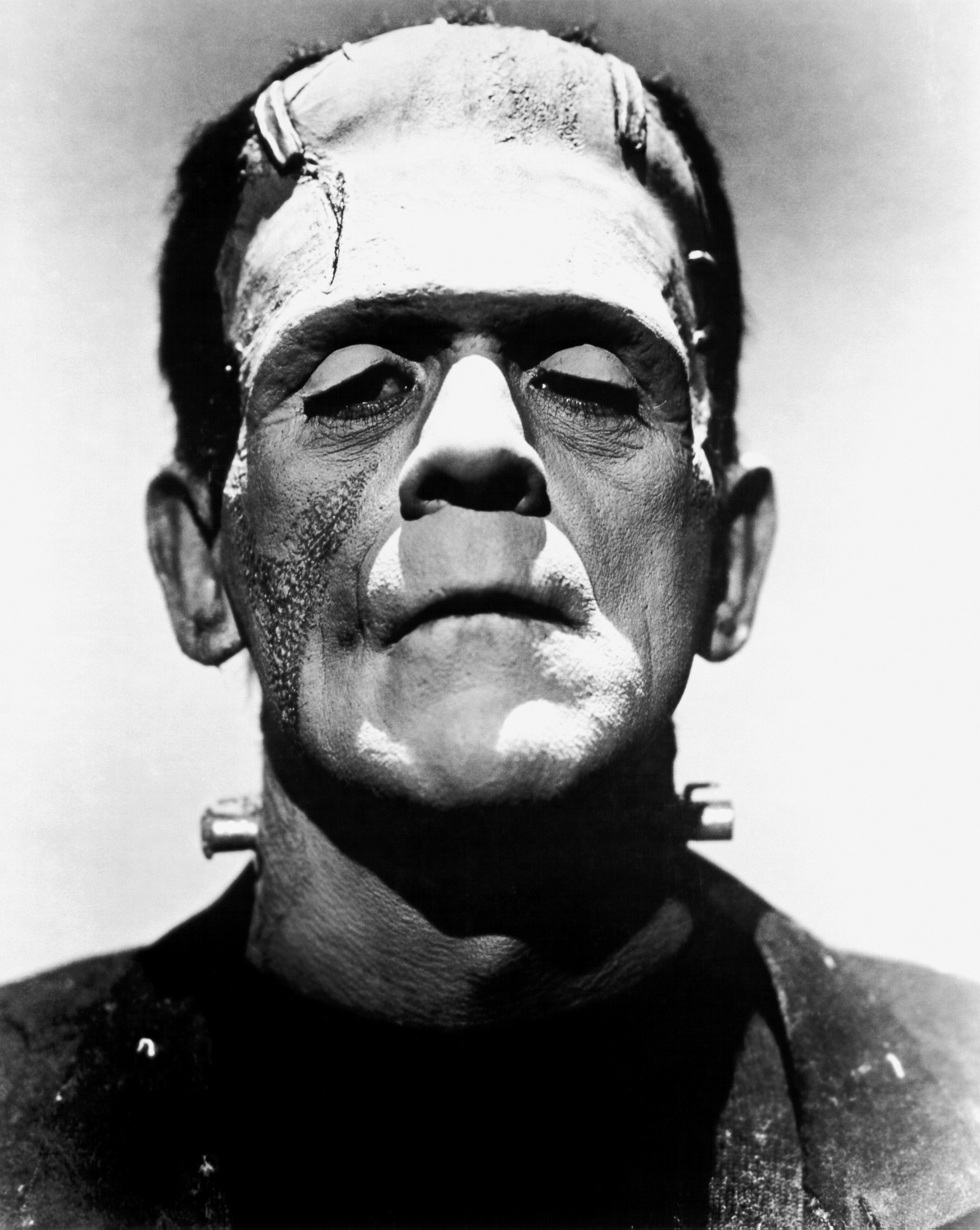
Лирическая песня «Maniac» сравнивает «странных» людей с Франкенштейном

«Maniac» описывается как песня с влиянием музыки Ближнего Востока, «мощный» трэп, EDM, поп, с бас-синт-дропом, птичьим щебетанием, и звуками дрели. Она написана в ключе до-диез мажор, 120 ударов в минуту, время звучания — три минуты и две секунды. Песня звучит от низкой ноты F♯2 участников Хёнджина и Феликса до высокой ноты F♯5 Пан Чхана. Песня была написана участниками продюсерским саб-юнитом 3Racha, Пан Чханом, Чханбином и Ханом, и написана в соавторстве с Версачхоем, участвовавшим также в аранжировке вместе с Пан Чханом. Это вторая совместная работа 3Racha и Версачхоя над заглавным синглом Stray Kids после «God’s Menu» из Go Live (2020). Лирически «Maniac» поддерживает тематику Oddinary, выражая историю «странных» людей, нарушающих «обычные» социальные нормы и ожидания, установленные обществом, сравнивая их с чудовищем Франкенштейна, у которого открутились несколько винтиков.

## Критическое восприятие
Кристал Белл из Teen Vogue назвала «Maniac» «достаточным доказательством того, что неважно, в какую сторону Stray Kids решат повернуть», если Oddinary существует на перепутье. Она отметила, что группа «может продолжать развивать свое звучание, оставаясь при этом верной себе как артистам». Критик New Musical Express Тассия Ассис восхитилась тем, «насколько Stray Kids усовершенствовали свои таланты для этого возвращения, успешно сочетая свою абразивную энергию с более сдержанными тонами». Йеми из Idology сказал, что песня «демонстрирует относительно гибкое настроение по сравнению с предыдущими работами, которые были последовательны в расхождениях, и впечатляет то, что уникальная сильная энергия группы все ещё сохранилась, но у них было достаточно места, чтобы попытаться внести быстрые коррективы». Rolling Stone поместил песню «Maniac» на 56-е место в списке лучших песен 2022 года. Другие издания, включавшие её в число лучших K-pop песен 2022 года, включают Billboard (5-е), CNN Philippines Life (5-е), The Korea Herald (2-е), New Musical Express (24-е) и Teen Vogue (без рейтинга).

## Коммерческий успех
В Республике Корея «Maniac» дебютировал на 105-й позиции в Circle Digital Chart в выпуске чарта от 13-19 марта 2022 года. Песня также дебютировала на шестой позиции в Download Chart и на второй в BGM Chart. После этого поднялась до 29-й позиции в основном чарте на следующей неделе, включая вторую в Download Chart. В Японии «Maniac» вошёл в Billboard Japan Hot 100 на 89-й позиции и на следующей неделе поднялся до 43-го места. После выхода японской версии песня вновь вошла в чарт и достигла пика на 21-м месте. Также достиг пика на 33-м месте в чарте Oricon Combined Singles Chart, а японская версия — на 28-м.
В США песня «Maniac» дебютировал на 19-й в Billboard Bubbling Under Hot 100, став их первым появлением в этом чарте, а также занял первое место в World Digital Song Sales, став второй песней, возглавившей этот чарт после «Mixtape: Oh». Позже песня получила золотой сертификат от Американской ассоциации звукозаписывающих компаний (RIAA) за 500 тысяч экземпляров в мае 2024 года. В Канаде песня также вошла в канадскую «горячую сотню» на 79-й позиции. В Европе «Maniac» впервые появился в UK Singles Chart на 98-й позиции. В мировом масштабе сингл дебютировал на 21-й позиции в Billboard Global 200, а также на 12-й в Global Excl. U.S., став самой рейтинговой песней группы.

## Музыкальный видеоклип

Сцена в клипе, где Stray Kids танцуют в перевёрнутом городе.

Сопровождающий видеоклип сингла «Maniac» был выложен 18 марта, одновременно с выпуском мини-альбома Oddinary. В клипе колеблется между двумя мирами, показывая, как участники группы исследуют различные места заброшенного города в альтернативном измерении и занимаются случайными делами, например, играют в метро или убираются в закусочной, и перевёрнутую версию города. В клипе также показан гигантский, изрисованный граффити мозг, а в конце участники возвращаются в реальный мир, где подрабатывают и тусуются. Дивьянша Донгре из Rolling Stone India сравнивает эти два мира как «мультивселенная Marvel и перевёрнутая версия „Очень странных дел“». Клип достиг 50 миллионов просмотров 30 марта и 100 миллионов просмотров 22 июня, став шестым клипом, достигшим этого рубежа после «God’s Menu», «Miroh», «Back Door», «My Pace» и «Thunderous».

## Продвижение и живые выступления
Stray Kids впервые исполнили песню «Maniac» 18 марта, в день релиза, на программах «Music Bank» и «Позднее шоу со Стивеном Кольбером». Однако в тот же день лейбл JYP Entertainment объявил, что промоушен был отложен из-за того, что большинство участников, кроме Феликса и Ай Эна, сдали положительный тест на COVID-19. 26 марта лейбл объявил, что Stray Kids продолжат промоушен на музыкальных шоу, начиная с «Show Champion» 30 марта, включая «M Countdown», «Music Bank», «Inkigayo» и «Show! Music Core». Группа также исполнила песню «Maniac» на «Virtual Gayo Top 10» 25 марта и «MTV Fresh Out Live» 1 апреля.
Stray Kids включили песню «Maniac» в сет-лист мирового тура «Maniac World Tour». Группа исполнила песню на концерте «Seoul Festa’s K-Pop Super Live» на Олимпийском стадионе Сеула 10 августа вместе с «God’s Menu». Stray Kids исполнили «Maniac» и «Venom» с темой «Do You Want to Be Oddinary» на MAMA Awards 2022 29 ноября. Шоу представляло собой концепцию «причудливой лаборатории, создающей восемь маньяков» и включало гигантского паука дополненной реальности, обвивающего сцену. Они также исполнили песню вместе с «Case 143» на «KBS Song Festival 2022» 16 декабря. Группа исполнила песню на шоу «Джимми Киммел в прямом эфире» в качестве музыкального гостя 29 марта 2023 года.
Stray Kids исполнили японскую версию на «NHK General TV’s Venue101» 11 июня, трансляция велась из Всемирного мемориального зала в Кобе, Япония, где группа провела шоу в рамках своего концертного тура, а также на «Best Artist 2022» 3 декабря, вместе с «Circus».

## Упоминания в средствах массовой информации
Песня «Maniac», а также песня «Venom» с того же мини-альбома, вошли в четвёртый эпизод американского телесериала «XO, Kitty».

## Награды и номинации
| Церемония                 | Год  | Награда                              | Итог            | Источник |
| ------------------------- | ---- | ------------------------------------ | --------------- | -------- |
| Circle Chart Music Awards | 2023 | Артист года — Цифровая музыка (Март) | Номинация       | [ 69 ]   |
| MAMA Awards               | 2022 | Песня года                           | Входил в список | [ 70 ]   |
| MAMA Awards               | 2022 | Лучшее танцевальное выступление      | Номинация       | [ 70 ]   |
| MTV Video Music Awards    | 2022 | Лучшее K-pop видео                   | Номинация       | [ 71 ]   |

| Программа       | Дата          | Источник |
| --------------- | ------------- | -------- |
| «Music Bank»    | 25 марта 2022 | [ 72 ]   |
| «Show Champion» | 30 марта 2022 | [ 46 ]   |

## Чарты
| Чарт (2022)                              | Высшая позиция |
| ---------------------------------------- | -------------- |
| Австралия (ARIA)                         | 79             |
| Великобритания (OCC UK Indie)            | 21             |
| Великобритания (OCC UK Singles)          | 98             |
| Венгрия (Single Top 40)                  | 14             |
| Мир (Billboard Global 200)               | 21             |
| Вьетнам (Vietnam Hot 100)                | 82             |
| Индонезия (Billboard)                    | 14             |
| Канада (Billboard Canadian Hot 100)      | 79             |
| Литва (AGATA)                            | 41             |
| Малайзия (Billboard Malaysia Songs)      | 2              |
| Малайзия (RIM)                           | 4              |
| Нидерланды (Dutch Global Top 40)         | 21             |
| Новая Зеландия (RMNZ Hot Singles)        | 4              |
| Португалия (AFP)                         | 149            |
| Республика Корея (Circle Digital Chart)  | 29             |
| Россия (Billboard Russia Songs)          | 4              |
| Россия (TopHit)                          | 70             |
| Сингапур (RIAS)                          | 9              |
| США (Billboard Bubbling Under Hot 100)   | 19             |
| США (Billboard World Digital Song Sales) | 1              |
| Филиппины (Billboard Philippines Songs)  | 22             |
| Япония (Billboard Japan Hot 100)         | 21             |
| Япония (Oricon Combined Singles Chart)   | 33             |

| Чарт (2022)                            | Высшая позиция |
| -------------------------------------- | -------------- |
| Япония (Oricon Combined Singles Chart) | 28             |

| Чарт (2022)                             | Высшая позиция |
| --------------------------------------- | -------------- |
| Республика Корея (Circle Digital Chart) | 104            |

| Чарт (2022)                              | Высшая позиция |
| ---------------------------------------- | -------------- |
| Республика Корея (Circle Download Chart) | 93             |

## Сертификации
| Регион | Сертификация | Продажи    |
| --- | ------------ | ---------- |
| США (RIAA) | Золотой      | 500 000    |
| Стриминг |              |            |
| Япония (RIAJ) | Золотой      | 50 000 000 |
| Данные о продажах + прослушиваниях приведены только на основе сертификации. · Данные только о прослушиваниях приведены на основе сертификации. |              |            |